# جون كرشتون
جون كرشتون (بالإنجليزية: John Crichton) هو مصور أخبار نيوزيلندي، ولد في 17 يوليو 1917 في مومباي في الهند، وتوفي في 7 يناير 1993 في أوكلاند في نيوزيلندا.